# Funaria megalostoma
Funaria megalostoma là một loài Rêu trong họ Funariaceae. Loài này được Mitt. mô tả khoa học đầu tiên năm 1869.